# John W. Harreld
John William Harreld, född 24 januari 1872 i Butler County, Kentucky, död 26 december 1950 i Oklahoma City, Oklahoma, var en amerikansk republikansk politiker. Han representerade delstaten Oklahoma i båda kamrarna av USA:s kongress, först i representanthuset 1919-1921 och sedan i senaten 1921-1927.
Harreld studerade juridik och inledde 1889 sin karriär som advokat i Morgantown. Han arbetade som åklagare i Butler County 1892-1896. Han gifte sig 1899 med Laura Ward. Han arbetade senare som domare i konkursfall i Ardmore, Oklahoma. Han flyttade 1917 till Oklahoma City och var verksam inom oljeindustrin.
Kongressledamoten Joseph Bryan Thompson avled 1919 i ämbetet och Harreld fyllnadsvaldes till representanthuset. Han vann sedan senatsvalet 1920 och efterträdde Thomas Gore som senator för Oklahoma i mars 1921. Han kandiderade till omval i senatsvalet 1926 men förlorade mot demokraten Elmer Thomas.
Harrelds grav finns på Fairlawn Cemetery i Oklahoma City.